# Cristianesimo in Sudan
Il cristianesimo in Sudan è una religione minoritaria. Circa il 91% della popolazione sudanese è di religione islamica; i cristiani rappresentano circa il 5% della popolazione e sono in maggioranza cattolici. L'islam è la religione di stato; la costituzione prevede la libertà di religione entro i limiti fissati dalla legge e l’ordine pubblico. La conversione dei musulmani ad altra religione è vietata e sono punite le azioni che incoraggiano i musulmani a cambiare religione. L'istruzione islamica nelle scuole pubbliche è obbligatoria. Un uomo non musulmano non può sposare una donna musulmana, a meno che non si converta all'islam.

## Chiesa cattolica
La Chiesa cattolica in Sudan fa parte della Chiesa cattolica mondiale, sotto la guida spirituale del Papa a Roma. Dal 2011, anno dell'indipendenza del Sudan del Sud, la Chiesa cattolica è presente sul territorio sudanese soltanto con una sede metropolitana (l'arcidiocesi di Khartoum) e una  diocesi suffraganea (la diocesi di El Obeid). Secondo dati del 2019, i cattolici di rito latino dell'arcidiocesi di Khartoum sono circa il 3,8% a cui bisogna aggiungere i fedeli appartenenti alle Chiese cattoliche di rito orientale, che fanno riferimento alle eparchie del proprio rito presenti in Egitto.

## Protestantesimo
Tra le denominazioni protestanti più importanti in Sudan si possono citare:
- Provincia della Chiesa Episcopale del Sudan: appartiene alla Comunione anglicana, ha la competenza su 5 diocesi ed è la maggiore Chiesa cristiana in Sudan dopo la Chiesa cattolica; dopo la secessione del Sudan del Sud è stata costituita la Provincia della Chiesa Episcopale del Sudan del Sud;
- Chiesa presbiteriana del Sudan: espressione del movimento presbiteriano, è la maggiore Chiesa protestante del Sudan dopo la Chiesa Episcopale; dopo l'indipendenza del Sudan del Sud si è divisa in due rami, con la costituzione della Chiesa presbiteriana del Sudan del Sud;[4]
- Sudan Interior Church: è una Chiesa battista, associata all'Alleanza mondiale battista: presente anche nel Sudan del Sud, ha continuato a mantenere una struttura unitaria senza creare nel Sud una nuova Chiesa separata;[5]
- Sudan Pentecostal Church: espressione del movimento pentecostale: trasferitasi nel Sudan del Sud in seguito all'espulsione dei cristiani stranieri dal Sudan avvenuta nel 2012, ha avuto nel 2018 il permesso di ritornare in Sudan e ricostruire la chiesa a Karthoum.[6]

## Chiese ortodosse orientali
Le chiese ortodosse orientali presenti in Sudan sono quelle di rito alessandrino:
- Chiesa ortodossa copta
- Chiesa ortodossa etiope
- Chiesa ortodossa eritrea

## Chiesa ortodossa
La chiesa ortodossa in Sudan è presente come parte della Chiesa greco-ortodossa di Alessandria.